# Roland Seiler (Politiker)

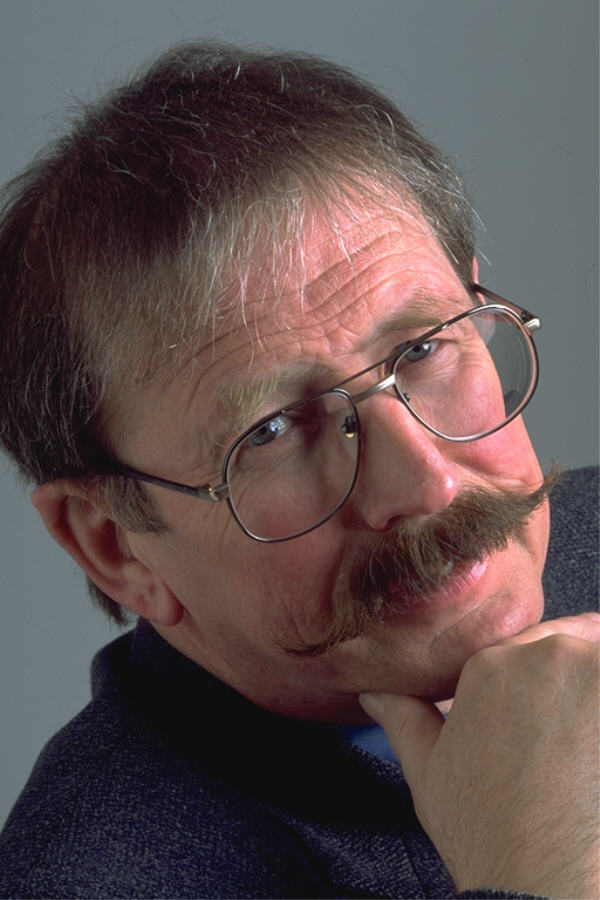
Roland Seiler

Roland Seiler (* 21. September 1946, heimatberechtigt in Bönigen BE) ist ein Schweizer Politiker (SP) und Krimi-Autor. 1986 bis 2002 war er Grossrat des Kantons Bern, 1997/1998 Grossratspräsident, 2009 bis 2015 Zentralpräsident des Schweizerischen Fischerei-Verbands.

## Leben
Aufgewachsen ist Roland Seiler in Bönigen BE. Von 1967 bis 1971 absolvierte er ein Ingenieurstudium in Vermessung/Geomatik am Technikum Beider Basel TBB (heute Fachhochschule Nordwestschweiz FHNW). Seit 1972 ist er verheiratet und hat zwei erwachsene Kinder. 1972 bis 2017 wohnte er mit seiner Frau in Moosseedorf BE, seit März 2017 in Interlaken BE.

## Berufliche Stationen
Roland Seiler war 1972 bis 1981 Bauinspektor der Gemeinde Moosseedorf, 1981 bis 1985 Unterabteilungschef bei der Schuldirektion der Stadt Bern, 1985 bis 1992  Geschäftsführer der Stiftung für Konsumentenschutz SKS, 1992 bis 2004  Geschäftsführer des Bernischen Staatspersonalverbands BSPV, 2004 bis 2008  Präsident des Bernischen Staastspersonalverbands BSPV.

## Kultur
Zum Gedenken an das Gefecht beim Grauholz am 5. März 1798 organisierte die von Roland Seiler präsidierte Stiftung Grauholz 1998 zwischen Schönbühl und dem Bundeshaus einen Skulpturenweg mit rund 70 Künstlerinnen und Künstlern unter dem Motto "Von der alten Eidgenossenschaft zum modernen Bundesstaat".
2014 organisierte Roland Seiler im Auftrag der Kunstgesellschaft Interlaken zwischen Bönigen und Unterseen eine Freilichtausstellung mit 16 Skulpturen des französischen Künstlers Nicolas Lavarenne.
2016 organisierte Roland Seiler im Auftrag der Kunstgesellschaft Interlaken die Ausstellung "Kunst im Fluss" mit rund 20 Kunstwerken auf, an und über der Aare.
Als Präsident der Stiftung Kunst- und Kulturhaus Interlaken führte Roland Seiler erfolgreich eine Sanierung der Finanzen durch, indem die Liegenschaft der Raiffeisenbank Jungfrau verkauft wurde und eine massive Erhöhung der Beiträge von Kanton und Gemeinden gelang.

## Bücher
- 2016:  Tote verdienen Ruhe, Verlag BoD, ISBN 978-3-7431-1405-0[11]
- 2017:  Die Geheimnisse der Anna Seiler, Verlag BoD, ISBN 978-3-7431-0199-9[12]
- 2019:  Endstation Marseille, Verlag BoD, ISBN 978-3-7528-2984-6[13]
- 2020:  Spurensuche in der Provence, Verlag BoD, ISBN 978-3-7519-6878-2

## Ehrungen
Roland Seiler ist Ehrenmitglied des Bernischen Staatspersonalverbands BSPV, Ehrenpräsident des Bernisch Kantonalen Fischerei-Verbands und Ehrenpräsident des Schweizerischen Fischerei-Verbands.